# 旧院镇
旧院镇，是中华人民共和国四川省达州市万源市下辖的一个乡镇级行政单位。

## 行政区划
旧院镇下辖以下地区：
旧院社区、四季坪村、大伦坎村、张草坝村、凤凰山村、窑坝子村、石桥村、红岩村、张家坪村、石柱坪村和高峰冠村。

## 特产
旧院黑鸡、旧院黑鸡蛋：中国地理标志产品。